# Henri
Henri (simbol H) je izvedena jedinica SI sustava za induktivitet. Ime je dobila po američkom znanstveniku Josephu Henryju.

## Definicija
Ako pri brzini promjene jakosti električne struje u krugu od jedan amper po sekundi samoindukcijom nastaje elektromotorna sila od jednog volta, tada je induktivitet kruga jedan henri.
{\displaystyle {\mbox{H}}={\dfrac {{\mbox{m}}^{2}\cdot {\mbox{kg}}}{{\mbox{s}}^{2}\cdot {\mbox{A}}^{2}}}={\dfrac {\mbox{Wb}}{\mbox{A}}}={\dfrac {{\mbox{V}}\cdot {\mbox{s}}}{\mbox{A}}}={\dfrac {{\mbox{J/C}}\cdot {\mbox{s}}}{\mbox{C/s}}}={\dfrac {{\mbox{J}}\cdot {\mbox{s}}^{2}}{{\mbox{C}}^{2}}}={\dfrac {{\mbox{m}}^{2}\cdot {\mbox{kg}}}{{\mbox{C}}^{2}}}}
Oznake mjernih jedinica u jednadžbi:

A = amper

V = volt

C = kulon

J = džul

Wb = veber

kg = kilogram

m = metar

s = sekunda

## Obrazloženje
Induktivitet je osnovno svojstvo zavojnice (svitka) i mjeri se u henrijima.

## Pogledaj
- Impedancija